# Instituto para a Alta Cultura
O Instituto para a Alta Cultura (1936–1952) foi uma instituição criada pelo artigo 11.º do Regimento da Junta Nacional da Educação, aprovado pelo Decreto-Lei n.º 26 611, de 19 de Maio de 1936, para funcionar como a 7.ª secção (alta cultura) da Junta Nacional da Educação. A instituição foi autonomizada em 1952, passando então a constituir o Instituto de Alta Cultura.